# Phoenix Rising (álbum)
Phoenix Rising es un combo audiovisual en vivo de Deep Purple lanzado en 2011 por el sello alemán Edel, compuesto de un CD de audio y un DVD, también fue publicado como doble vinilo de 140 gramos más DVD.
El material que compone "Phoenix Rising" proviene de dos conciertos, uno en Tokio, Japón (1975) y otro en Long Beach (California), EE. UU. (1976).

## Lista de canciones

### CD
1. "Burn" (Long Beach Arena)
2. "Getting Tighter" (Budokan, Tokio)
3. "Love Child" (Budokan, Tokio)
4. "Smoke on the Water" (including "Georgia") (Budokan, Tokio)
5. "Lazy" (includes drum solo) (Budokan, Tokio)
6. "Homeward Strut" (Long Beach Arena)
7. "You Keep on Moving" (Budokan, Tokio)
8. "Stormbringer" (Long Beach Arena)

### DVD
1. "Burn"
2. "Love Child"
3. "Smoke on the Water"
4. "You Keep on Moving"
5. "Highway Star"

Material extra DVD
- "Gettin' Tighter: The untold story of the 1975/1976 MKIV World Tour" (documental de 80 minutos)
- Entrevistas a Jon Lord y Glenn Hughes

## Músicos
- David Coverdale - voz
- Tommy Bolin - guitarra
- Glenn Hughes - bajo, voz
- Ian Paice - batería
- Jon Lord - teclados